# Livraria Leonardo da Vinci

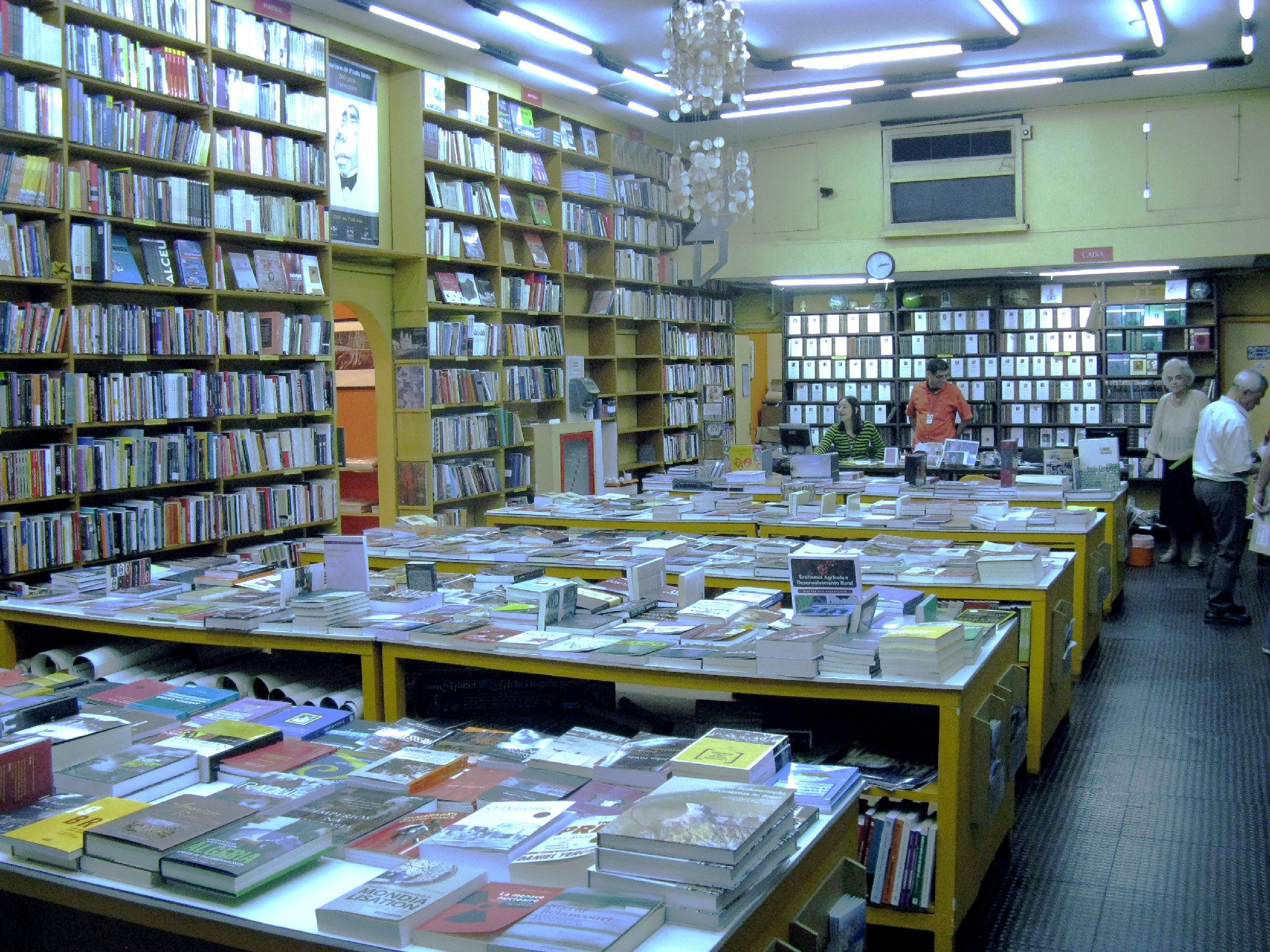
A livraria funciona desde 1956 num subsolo no Centro do Rio de Janeiro

A Livraria Leonardo da Vinci é considerada uma das mais tradicionais do Rio de Janeiro, segundo a Associação Nacional de Livrarias. Fundada em 1952 pela italiana Vanna Piraccini e seu marido, o advogado romeno Andrei Duchiade, chegou a ser homenageada por Carlos Drummond de Andrade num de seus poemas.

## História
O casal fundou a loja ao chegar ao Brasil, em 1952. Seu primeiro endereço foi uma sala do Edifício Delamare, na Avenida Presidente Vargas, no Centro do Rio de Janeiro. Quatro anos depois, como o espaço era pequeno, a livraria mudou-se para o subsolo do Edifício Marquês do Herval, na Avenida Rio Branco, também no Centro.
Em 1965, Andrei Duchiade morreu. Vanna Piraccini assumiu sozinha a administração da empresa, que estava em concordata após uma tentativa mal-sucedida de editar livros infantis. Só em 1996, aos 70 anos, a livreira passou a dividir o trabalho com a filha, a médica Milena Duchiade.
Nos primeiros anos, a loja vendia apenas livros franceses. Mais tarde passou a importar também de outros países europeus e dos Estados Unidos. Durante décadas foi frequentada por escritores, intelectuais e juristas. Com o tempo, passou a oferecer também obras brasileiras. Em 2004, inaugurou uma filial, a Piccola Da Vinci, no Museu de Arte Moderna do Rio de Janeiro. Outra inovação recente foi a abertura do Baú do Leonardo, uma seção de pontas de estoque e livros usados, que serve também para exposições.
No dia 9 de janeiro de 2022 faleceu Vanna Piraccini aos 96 anos.

## Poemas
O poeta Carlos Drummond de Andrade, um dos frequentadores ilustres, incluiu no seu livro As impurezas do branco (1973) o Poema em homenagem à Livraria Leonardo da Vinci. 
Os versos de Drummond descrevem o caminho para chegar à livraria ("Ao termo da espiral/que disfarça o caminho/com espadanas de fonte,/e ao peso do concreto/de vinte pavimentos") e celebram a atmosfera do lugar ("A vida chega aqui/filtrada em pensamento/que não fere; no enlevo/tátil-visual de idéias").
Outro poeta que menciona a Da Vinci é Antônio Cícero. O seu poema A cidade e os livros (do livro homônimo, de 2002) é dedicado a Vanna Piraccini, e recorda a adolescência no Centro do Rio, citando "travessas, avenidas, galerias,/cinemas, livrarias: Leonardo/da Vinci Larga Rex/Central Colombo".